# Jörg Burow
Jörg Burow (Zeulenroda, 30 marzo 1961) è un ex arbitro di calcio ed ex calciatore tedesco, di ruolo centrocampista.

## Carriera
Burow ha iniziato la sua carriera come calciatore nell'unità della comunità sportiva della società (BSG) a Thiebingen Triebes. All'età di 13 anni, il BSG lo ha delegato al centro calcistico della regione, l'FC Carl Zeiss Jena. Lì passò attraverso le solite squadre junior fino alla junior league. Nell'estate del 1977 Burow fu nominato membro della squadra nazionale junior della RDT e gli fu negato il 7 ottobre 1977 come attaccante interno la sua prima partita internazionale junior. Ciò è seguito fino a maggio 1979, altri tre internazionali. Successivamente, Burow si trasferì nella squadra nazionale junior, per la quale giocò anche nell'ottobre 1980 come attaccante per quattro internazionali.
L'esordio di Burow i ìn Oberliga avviene all'età di 18 anni. Il 23 maggio 1979, partecipò all'incontro del 23 ° giorno di gioco della stagione 1978/79 Union Berlin - FC Carl Zeiss (0: 1) al 74 ° minuto. In questa stagione è stato nominalmente ancora giocatore della squadra junior Oberliga, solo per la stagione 1979/80 è stato ufficialmente assunto nella prima squadra. La sua svolta per il giocatore normale ha raggiunto l'1,80 m di larghezza Burow solo nella stagione 1982/1983. Fino ad allora, aveva completato solo 20 partite di campionato nelle ultime quattro stagioni.

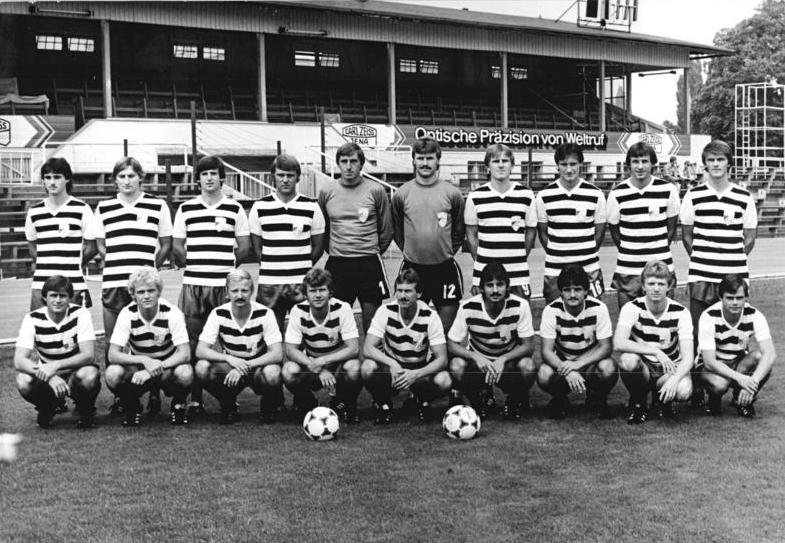
Bundesarchiv Bild 183-1982-0902-300, Mannschaftsfoto FC Carl Zeiss Jena

Nel 1982/83 arrivò al 24 Erstligaeinsätze in cui veniva alternativamente usato come centravanti o ala sinistra. Con i suoi sei goal è stato uno dei giocatori più pericolosi della Jenaer.
Nella stagione 1983/84 è stato in grado di aumentare di nuovo il suo tasso di scommesse con 25 partite di campionato ed è tornato con sei punti. Successivamente, la sua curva di potenza calò e Burow tendeva sempre più a sostituire.
Nel 1987/88 aveva raggiunto il suo minimo assoluto all'FC Carl Zeiss, nei suoi play-out a 20 punti, si è piazzato solo sette volte nella formazione di partenza. Anche nella Finale di coppa il 4 giugno 1988, la Jena perse per 0-2 contro l'FC Dynamo a Berlino, era solo un sostituto ed era solo nei tempi supplementari al 110º minuto.
Oltre al successo dell'FC Carl Zeiss Jena nel raggiungere la finale di Coppa nel 1988, Burow 1986 ha avuto un tipo speciale di esperienza di successo: all'FC Carl Zeiss Burow era noto per i suoi calci di punizione netti, che a volte trovavano il loro obiettivo nell'arco attorno al muro difensivo intorno. Ha anche segnato un tale gol il 12 settembre 1986 nella partita FC Carl Zeiss - Stahl Brandenburg (2: 0). Questo successo è stato votato obiettivo del mese nella televisione ARD della Germania occidentale. È stata l'unica volta in cui un marcatore DDR è stato onorato in questo modo. La medaglia poteva prendere Burow solo dopo la svolta del 1989, perché gli era stato negato dalle autorità della RDT nel 1986, il viaggio a Colonia.